# شهرستان اریوان
شهرستان اریوان (به لاتین: Eryuan County) یک منطقهٔ مسکونی در چین است که در ولایت خودمختار دالی بای واقع شده‌است. شهرستان اریوان ۲٬۹۶۱ کیلومتر مربع مساحت و ۳۳۰٬۰۰۰ نفر جمعیت دارد.